# Rosendo Mendizábal

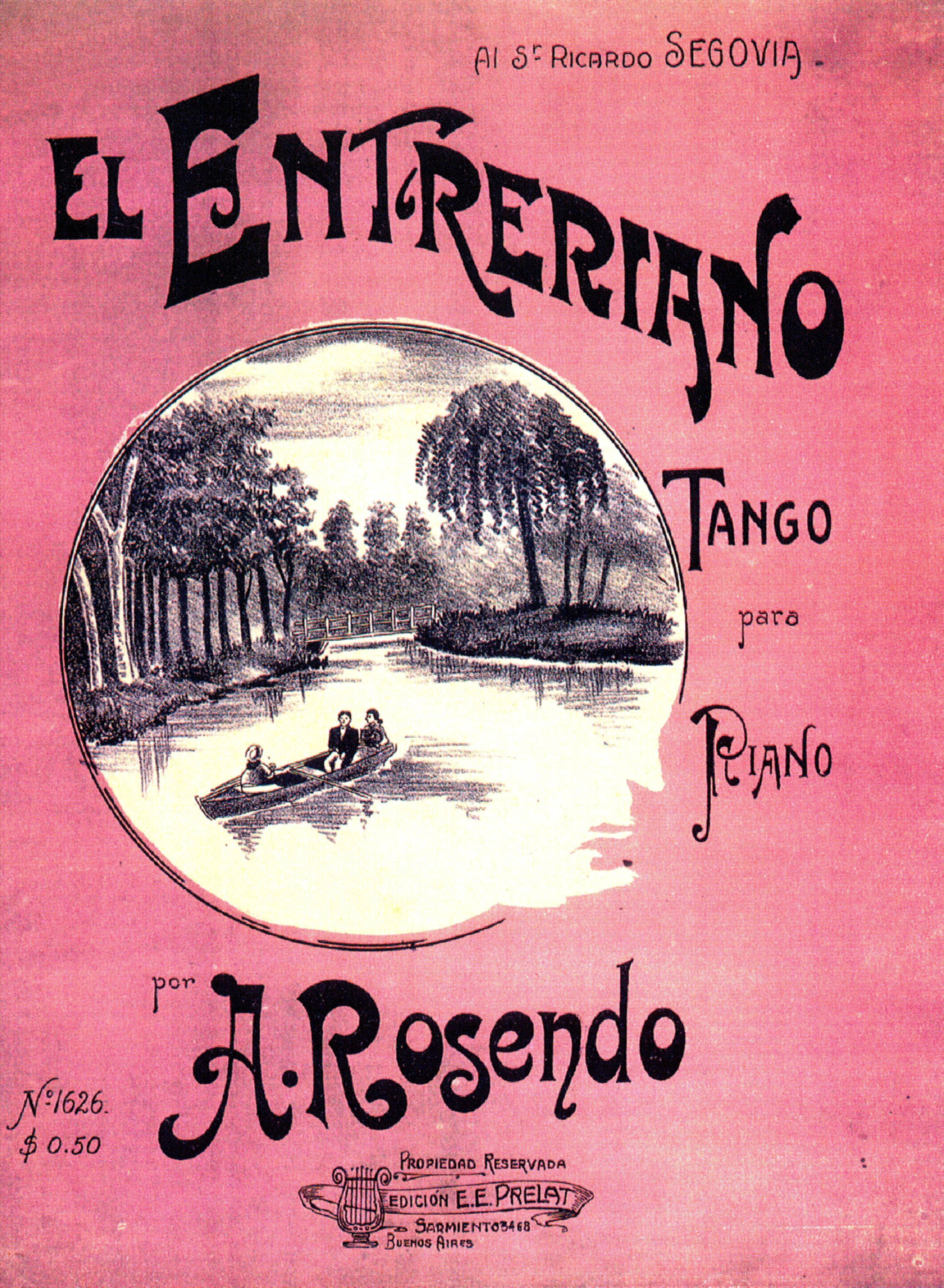
Carátula de El entrerriano.

Rosendo Mendizábal (Buenos Aires, 21 de abril de 1868 - Buenos Aires, 30 de junio de 1913) fue un destacado compositor y pianista argentino de los primeros tiempos del tango, cuyo nombre completo era Anselmo Rosendo Cayetano Mendizábal y que a veces firmaba como A. Rosendo. Es el autor de El entrerriano, primer tango llevado a una partitura y uno de los músicos que iniciaron la Guardia Vieja del tango.

## Biografía
Rosendo Mendizábal era de ascendencia afroargentina y de familia con buena posición económica; su padre, Horacio Mendizábal, había publicado libros de versos de su autoría: Primeros versos y Horas de meditación. Mendizábal, que recibió en 1875 una herencia considerable por el fallecimiento de su abuela, estudió música y tuvo su título de profesor de piano en un conservatorio, lo que le colocó en ventaja respecto a otros ejecutantes. Excelente pianista, era famoso por la singular utilización de la mano izquierda.  
Mendizábal dilapidó su herencia, por lo que vivió desde muy joven de tocar el piano en lugares de muy distinto tipo, que iban desde prostíbulos clandestinos hasta academias y casas de baile, algunas con clientela muy modesta y otras como “La vieja Eustaquia”, “La parda Adelina”, “Laura” y “María la Vasca”, donde iba gente de mejor posición social.  
Una vez por mes tocaba para un grupo de unos 40 amigos que pertenecían al Z Club. Ese día no se permitía la entrada a quien no formara parte del grupo, salvo al comisario Enrique Otamendi, que acostumbraba a pasar por allí. Como entonces no existían los derechos de autor, era costumbre que el músico que estrenara una obra la dedicara a un personaje, cuyo nombre aparecería luego en la partitura, y recibiera del homenajeado un billete de $100; de ahí que hay muchos tangos de la época con nombres de dichas personas. Según dicen, el destinatario de El entrerriano fue un socio del, club Ricardo Segovia, nacido en Entre Ríos. Mendizábal hizo posteriormente otro tango al que llamó La entrerriana, pero que nunca alcanzó la popularidad de aquel. 
Algunos lo consideran el mejor pianista de la Guardia Vieja y su tango más conocido, El entrerriano, posiblemente sea el primero llevado a una partitura, entre 1897 y 1898. Sebastián Piana admiraba la modernidad de las obras de Mendizábal, muchas de las cuales han quedado en el olvido.
Después de estar dos años enfermo, casi ciego, postrado en cama con una parálisis y casi en la miseria, falleció en Buenos Aires el 30 de junio de 1913, a los 45 años.

## Obras
- El entrerriano
- México
- Matilde
- El torpedero
- Contraflor al resto
- Tres arroyos
- Don Santiago
- Tigre hotel
- Don José María
- Don Enrique (dedicado a Enrique Otamendi)
- Don Horacio
- Don Santiago
- Viento en popa
- Don Padilla
- Polilla
- Final de una garufa
- Le petit parisien
- Alberto
- Pronto regreso
- A la larga
- Los dos leones
- Por aquí que no hay espina
- Rosendo
- Arrabalera (milonga)
- Don José Maria
- Reina de Saba (dedicado a una yegua de carreras)
- Z Club